# Leucolejeunea antiqua
Leucolejeunea antiqua là một loài Rêu trong họ Lejeuneaceae. Loài này được Grolle mô tả khoa học đầu tiên năm 1983.